# Akiyo Noguchi
Akiyo Noguchi (n. 30 mai 1989, Ryugasaki, Prefectura Ibaraki, Japonia) este o sportivă ce a reprezentat Japonia, medaliată olimpică. A participat la o ediție a Jocurilor Olimpice (2020) în care a câștigat o medalie de bronz.